# BCC Lions Football Club
Le BCC Lions Football Club est un club nigérian de football basé à Gboko.

## Histoire
Le club participe une seule fois à la Ligue des champions africaine, en 1995.
Il dispute également à quatre reprises la Coupe des coupes, en 1990, 1991, 1994 et enfin 1998. Il remporte cette compétition en 1990, en battant le Club africain en finale.

## Palmarès
- Coupe d'Afrique des vainqueurs de coupes
  - Vainqueur : 1990
  - Finaliste : 1991

- Championnat du Nigeria
  - Champion : 1994

- Coupe du Nigeria
  - Vainqueur : 1989, 1993, 1994, 1997
  - Finaliste : 1985